# 五里林
五里林，是臺灣高雄市橋頭區的一個傳統地域名稱，位於該區西北部。相較於今日行政區，其範圍大致包括芋寮里不含南部、西林里、東林里不含東北部及東南部、筆秀里西部南側凸出部分。
本地區境內主要聚落為五里林、芋藔，設有高苑工商、五林國小。

## 歷史
台灣日治初期，五里林地區為一街庄，稱為「五里林庄」（舊制街庄），隸屬於仁壽下里。該庄昔日西、北及東北隔典寶溪分別與梓官庄、白米庄、街尾崙庄、林仔頭庄為界，東南邊及南邊東段與白樹仔庄為鄰，南邊西段為頂鹽田庄。
1901年（日治明治三十四年）11月11日，全台廢縣廳改設二十廳，該庄隸屬於鳳山廳。1904年（明治三十七年）5月3日，該庄編入「仕隆區」，隸屬於鳳山廳。1909年（明治四十二年）10月25日，全台合併二十廳為十二廳，仕隆區改隸屬於臺南廳。1920年（大正九年）10月1日，全台地方制度大改正，廢十二廳改設五州二廳，該庄改制為「五里林」大字，隸屬於高雄州高雄郡楠梓庄（新制街庄）。1924年（大正十三年）12月25日，高雄郡廢郡，楠梓庄改隸屬於岡山郡。1943年（昭和十八年）10月1日，楠梓庄廢庄，本地區改隸屬於岡山街。
戰後岡山街改制為岡山鎮，隸屬於高雄縣，大字亦改制為里。1947年（民國36年）6月1日，岡山鎮拆分出橋頭鄉，本地區改隸屬於橋頭鄉，里亦改制為村。1950年（民國39年）10月1日，高、屏分治，橋頭鄉仍隸屬於高雄縣。2010年（民國99年）12月25日，高雄縣、市合併為直轄高雄市，橋頭鄉改制為橋頭區，村再改制為里。

## 聚落
本地區發展較早的聚落為五里林、芋藔，在日治初期的官方地圖上已有記載。

## 交通
區道高25-1線是白米至五里林的道路，其南側端點（終點）位於本地區中部略偏西北的區道高36線路口。
區道高30線是梓官至橋頭的道路，經過本地區的芋藔聚落。
區道高36線是芋寮至鳳山厝的道路，其西側端點（起點）位於本地區中部偏南、芋藔聚落的區道高30線路口。由此向北蜿蜒而行，後轉東南東會經過本地區的五里林聚落。
區道高36-1線是五甲林（應為五里林）至九甲圍的道路，其北側端點（起點）位於本地區東部略偏南、五里林聚落的區道高36線路口。

## 學校
- 高苑工商
- 五林國小